# ジョン・デイリー (軍人)
ジョン・レヴェル・"ジャック"・デイリー（John Revell "Jack" Dailey, 1934年2月17日 - ）は、アメリカ合衆国の軍人。アメリカ海兵隊に所属し、1990年から1992年にかけてアメリカ海兵隊副司令官(ACMC)や参謀長(Chief of Staff)を務めた。軍人としての最終階級は大将。
彼は36年間の海兵隊生活の多くを作戦参謀として過ごしたが、当初はパイロットとして勤務していた。また海兵隊システムコマンド(MCSC)や軍幕僚学校(AFSC)などでの勤務経験もある。
退役後、アメリカ航空宇宙局（NASA）副長官代行（1992年 - 1999年）、国立航空宇宙博物館館長（2000年 - 2018年）などを務めた。

## 経歴
ジョン・デイリーは1934年2月17日、バージニア州クワンティコに生まれた。1956年にはカリフォルニア大学ロサンゼルス校(UCLA)にて理学士号を取得した。

### 海兵隊員
UCLA卒業後の1956年6月、デイリーは海兵隊にて少尉に任官した。基本術科学校卒業後は飛行訓練に参加し、1958年7月に海兵隊航空団の操縦士に任命された。その後は戦闘機、軽攻撃機、偵察機、電子戦機、輸送機、ヘリコプターなど各種の航空機に操縦士として搭乗し、作戦中の飛行時間は7000時間以上とされる。
1972年、デイリーは北ベトナムで活動する第1海兵合同偵察中隊(Marine Composite Reconnaissance Squadron-l)および輸送任務部隊(Carrier Task Unit)の指揮官となる。ベトナムには2度派遣され、450回の飛行任務を遂行した。1973年5月に帰国した後、ワシントンD.C.にある海兵隊司令部航空兵器調達局(Aviation Weapons Requirements Branch)に移る。同年中、彼は国防大学に入学し、卒業後は海兵隊司令部航空機設計・計画局(Aviation Plans and Programs Branch)に配置される。
1978年、デイリーはエル・トロ海兵隊航空基地を拠点とする第3海兵航空団第11海兵航空群(MAG-11)の指揮官に着任。1980年7月、第3海兵航空団参謀長に就任。1981年7月、海兵隊司令部に戻り、航空機設計・計画・予算・統合ドクトリン局(Aviation Plans, Programs, Budget and Joint Doctrine Branch)の局長に就任。1982年5月、准将に昇進すると共に副航空参謀長補(Assistant Deputy Chief of Staff for Aviation)に就任。1985年5月、ハワイ・カネオヘ湾基地に駐屯する第1海兵水陸両用旅団の指揮官に就任。
1986年6月12日、少将に昇進すると共にノースカロライナ州チェリー・ポイント海兵隊航空基地を拠点とする大西洋艦隊海兵軍第2海兵航空団の指揮官に就任。1987年7月30日からはバージニア州ノーフォークの軍幕僚学校に校長として勤務する。1989年8月21日、ワシントンD.C.にある海兵隊研究・開発・調達司令部(Marine Corps Research, Development and Acquisition Command)の司令官となり、同年11月24日には中将に昇進した。1990年8月1日、大将に昇進すると共に海兵隊総司令官補に就任。

### 退役後

バズ・ライトイヤーのフィギュアを受け取るデイリー（右）。このフィギュアは実際に宇宙空間で15ヶ月間を過ごし、国立航空宇宙博物館に展示品として寄贈された。左は映画監督ラセター、中央はNASA副長官ガーヴァー（2012年）

海兵隊を退役したデイリーは、1992年から1999年までアメリカ航空宇宙局(NASA)にて副長官代行(Associate Deputy Administrator)を務めた。NASA勤務中のデイリーは予算の大幅な削減を受けた組織の改革活動を主導していた。
2000年1月に国立航空宇宙博物館館長に就任し、2018年1月まで務めた。18年間という任期は、歴代館長の中でも最長であった。2017年12月に退任が発表された際、全米飛行家協会から2017年度ライト兄弟記念賞（2017 Wright Brothers Memorial Trophy）が贈られている。
2000年12月15日、V-22計画検討委員会というブルーリボン委員会の委員長に就任した。この委員会は、V-22オスプレイにおける事故の発生を背景として、その計画を継続すべきか否かについて検討した。

## 受章
|  |                                                       |  |  |
|  |                                                       |  |  |
|  |                                                       |  |  |
|  | V                                                     |  |  |
|  |                                                       |  |  |
|  | Bronze star · Bronze star · Bronze star · Bronze star |  |  |

| 海軍航空徽章 |                    |                        |                              |                      |
| 1段目        |                    | 海軍殊勲章             | 陸軍殊勲章                   |                      |
| 2段目        | 防衛上級貢献メダル | 殊勲飛行十字章         | 銅星章                       | 功労メダル           |
| 3段目        | エア・メダル       | 海軍・海兵隊褒章メダル | 戦闘行動章                   | 海軍大統領殊勲部隊章 |
| 4段目        | 海軍称揚部隊章     | 海軍部隊功労章         | 海兵隊遠征メダル             | 国防従軍章           |
| 5段目        | 派兵章             | ベトナム戦争従軍記章   | ベトナム共和国武勇十字部隊章 | ベトナム戦線記念記章 |